# Франк Пфютце
Франк Пфютце  (нім. Frank Pfütze, 15 січня 1959) — німецький плавець, олімпійський медаліст.

## Виступи на Олімпіадах
| Олімпіада     | Дисципліна                            | Місце     |
| ------------- | ------------------------------------- | --------- |
| Монреаль 1976 | плавання на 200 метрів вільним стилем | 3 h7 r1/2 |
| Монреаль 1976 | плавання на 400 метрів вільним стилем | 2 h2 r1/2 |
| Монреаль 1976 | естафета 4 × 200 вільним стилем       | 5         |
| Москва 1980   | плавання на 400 метрів вільним стилем | 3 h2 r1/2 |
| Москва 1980   | естафета 4 × 200 вільним стилем       | 2         |